# フェリペ・ドス・ヘイス・ペレイラ・ヴィゼウ・ド・カルモ
フェリペ・ドス・ヘイス・ペレイラ・ヴィゼウ・ド・カルモ（ポルトガル語: Felipe dos Reis Pereira Vizeu do Carmo、1997年3月12日 - ）は、ブラジル・トレス・リオス出身のサッカー選手。ポジションはFW。

## 来歴
アメリカ・ミネイロの下部組織に2011年に加入。2013年にCRフラメンゴの下部組織に移籍した。2016年にコパ・サンパウロ・ジ・フチボウ・ジュニオルのタイトルを獲得し、彼自身は同大会で活躍した選手の一人にあげられた。
2016年2月10日にカンピオナート・カリオカでプロ初出場。24日に同リーグで初得点。3月にカイケが横浜F・マリノスに移籍し、フォワードがパオロ・ゲレーロのみとなったためトップチームに昇格。同時昇格はルーカス・パケタ、レオ・ドゥアルチ、ホナウドであった。5月25日にカンピオナート・ブラジレイロ・セリエA初出場を記録した。2017年8月9日にコパ・スダメリカーナ2017に出場し、国際大会初得点。準々決勝でもフルミネンセFC相手に得点した。準決勝のアトレティコ・ジュニオール戦では2試合とも得点をあげ、マラカナン・スタジアムで行われた第1試合で1得点、エスタディオ・メトロポリターノ・ロベルト・メレンデスで行われた第2試合では2得点をあげた。
2018年2月7日にセリエAのウディネーゼ・カルチョに5年契約の移籍金600万米ドルでサインしたが、移籍は7月1日に行われる。
2021年7月、Jリーグの横浜FCに期限付き移籍で加入した。
2022年7月1日、期限付き移籍期間満了に伴い退団することが発表された。
2022年8月30日、FCシェリフ・ティラスポリに加入した。

## 代表歴

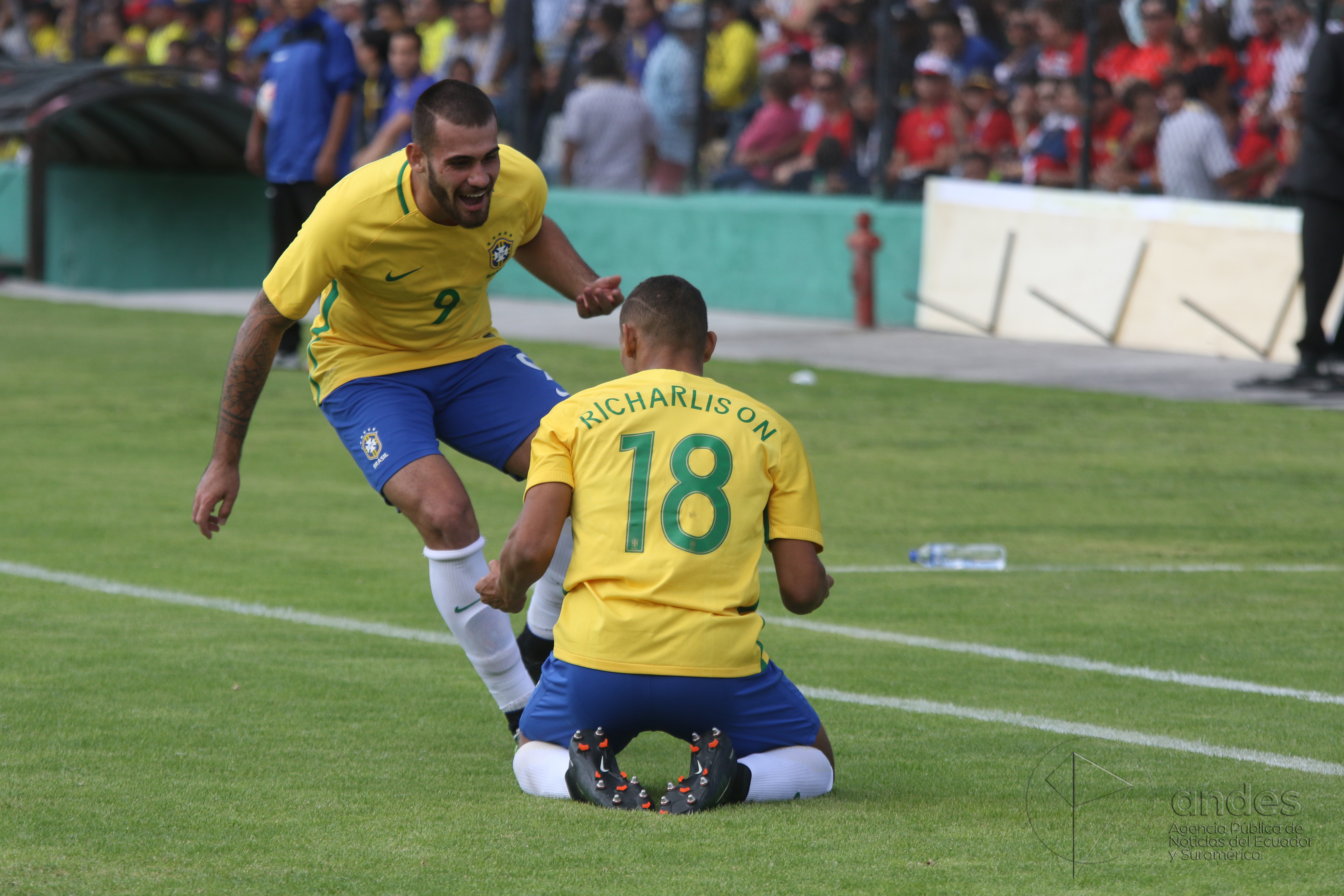
リシャルリソンとのゴールパフォーマンス、2017 南米ユース選手権、パラグアイ代表戦にて。

2018年7月18日にU-23代表のホジェリオ・ミカーレ監督が彼をリオデジャネイロオリンピックの予備メンバーに選出した。その後の8月16日にU-20代表の初招集を受けた。

## 個人成績
| 国内大会個人成績 | 国内大会個人成績 | 国内大会個人成績 | 国内大会個人成績 | 国内大会個人成績 | 国内大会個人成績 | 国内大会個人成績 | 国内大会個人成績 | 国内大会個人成績 | 国内大会個人成績 | 国内大会個人成績 | 国内大会個人成績 |
| 年度             | クラブ           | 背番号           | リーグ           | リーグ戦         | リーグ戦         | リーグ杯         | リーグ杯         | オープン杯       | オープン杯       | 期間通算         | 期間通算         |
| 年度             | クラブ           | 背番号           | リーグ           | 出場             | 得点             | 出場             | 得点             | 出場             | 得点             | 出場             | 得点             |
| 日本             | 日本             | 日本             | 日本             | リーグ戦         | リーグ戦         | リーグ杯         | リーグ杯         | 天皇杯           | 天皇杯           | 期間通算         | 期間通算         |
| ---------------- | ---------------- | ---------------- | ---------------- | ---------------- | ---------------- | ---------------- | ---------------- | ---------------- | ---------------- | ---------------- | ---------------- |
| 2021             | 横浜FC           | 50               | J1               | 13               | 2                | 0                | 0                |                  |                  |                  |                  |
| 通算             | 日本             | 日本             | J1               | 13               | 2                | 0                | 0                |                  |                  |                  |                  |
| 総通算           | 総通算           | 総通算           | 総通算           | 13               | 2                | 0                | 0                |                  |                  |                  |                  |

## タイトル

### クラブ
フラメンゴ
- U-20タッサ・オタヴィオ・ピント・ギマリャンイス: 2014
- U-20カンピオナート・カリオカ: 2015
- コパ・サンパウロ・ジ・フチボウ・ジュニオル: 2016
- カンピオナート・カリオカ: 2017
- タッサ・グアナバラ: 2018

グレミオ
- カンピオナート・ガウショ: 2019

### 個人
- コパ・スダメリカーナ得点王: 2017